# Grace (Fernsehserie)
Grace (Originaltitel: Grace Under Fire) ist eine US-amerikanische Fernsehserie, die von 1993 bis 1998 auf dem US-amerikanischen Fernsehsender ABC ausgestrahlt wurde. In Deutschland wurde sie von 1995 bis 1998 auf ProSieben ausgestrahlt. Die Hauptrolle der titelgebenden alleinerziehenden Mutter und trockenen Alkoholikerin Grace Kelly (nicht zu verwechseln mit der gleichnamigen Schauspielerin, jedoch eine bewusste Anspielung auf selbige) spielte die US-amerikanische Komikerin Brett Butler. Die Show beginnt, nachdem sich die Hauptfigur nach acht Jahren Ehe von ihrem Mann, einem Alkoholiker, der sie misshandelte, scheiden ließ, um ein neues Leben zu beginnen und ihre Kinder davor zu bewahren, dass sie dieselben Fehler begehen wie sie. Die Serie wurde produziert von Carsey Werner International, bekannt durch Produktionen wie Die Bill Cosby Show, Roseanne, Cybill, Hinterm Mond gleich links und Die wilden Siebziger.
In den USA hatte die Serie seinerzeit die höchsten Einschaltquoten unter den neuen Comedyserien. Hauptsächlich ging es in der Serie um das Leben von Grace, die ganz alleine drei Kinder großzog. Um sie vor dem endgültigen Nervenzusammenbruch zu bewahren, standen ihr dabei ihre Nachbarn Wade und Nadine und der örtliche Apotheker Russel Norton zur Seite.
Die Serie war für drei Golden Globe Awards nominiert in den Kategorien Beste Schauspielerin sowie Beste Serie.
Produzenten und Autoren der Serie wechselten während der fünf Staffeln ständig. Brett Butler kämpfte erfolgreich um mehr kreative Kontrolle über die Sendung und ihre Rolle. Diese Streitigkeiten führten zur Entlassung vom Schöpfer und Ausführenden Produzenten der Serie, Chuck Lorre, aus der Produktion. Wie schon bei Cybill und Roseanne waren die Konflikte hinter den Kulissen allgemein bekannt. Butlers „Schlacht“ um kreative Kontrolle wurde von der Presse als „schwieriges“ Verhalten eingestuft. Es wurde behauptet, dass ein Mann, der sich ähnlich verhalten würde, als „entschlossen“ angesehen werden würde. Besetzungsänderungen, Fehden hinter den Kulissen und Butlers persönliche Probleme führten im Februar 1998 letztlich zur Einstellung der Produktion. In den USA wurde die letzte Episode am 17. Februar 1998 ausgestrahlt, in Deutschland am 7. November 2001.